# Edyta Lewandowska
Edyta Lewandowska (* 22. November 1980) ist eine polnische Langstreckenläuferin, die sich auf den Marathon spezialisiert hat.
2004 wurde sie Zweite beim Dębno- und Siebte beim Berlin-Marathon. Im Jahr darauf wurde sie Fünfte beim Rom-Marathon und gewann den Košice-Marathon. Einem zweiten Platz 2007 in Košice und 2008 in Dębno folgte beim Berlin-Marathon 2008 erneut ein siebter Platz.
2009 wurde sie als Gesamtsiegerin in Debno polnische Marathonmeisterin.
Edyta Lewandowska wird von Michał Bartoszak trainiert und startet für den Verein RKS Łódź.

## Persönliche Bestzeiten
- 5000 m: 16:16,72 min, 2. Juli 2004, Bydgoszcz
- 10.000 m: 33:33,61 min, 9. Mai 2004, Police
- Halbmarathon: 1:13:41 h, 5. September 2004, Piła
- Marathon: 2:33:00 h, 28. September 2008, Berlin
- 3000-m-Hindernislauf: 10:06,7 min, 7. September 2002, Częstochowa